# Пољани (западнословенско племе)
Пољани (пољ. Polanie), су западнословенско племе које је живело на просторима данашње Пољске, пре настанка пољске државе. Претпоставља се да је Пољска и добила име по овом племену. 

## Порекло
Према Повести минулих лета (Несторовој хроници) воде порекло од словенског племена Љахи.
Постоје хипотезе о њиховој миграцији на терене између Одре и Висле, али не постоје докази који би их потврдили. Такође се тврди да су они потомци племена Срба од којих је већина у 7. веку напустила Великопољску да би се населила на терену данашње Србије. 

## Насеља
По најновијим истраживањима најстарије насеље којим су владали Пјастовићи био је Гиеч одакле су и завладали осталим групама Пољана. Сматра се да је највећи град половином 10. века био град Познањ. Важно насеље је било и Гњезно. Пољани су показивали јаке државотворне особине. Такође су успели да потчине суседна племена (нпр. Вислани).

## Галерија
- Пољани у 7—8. веку
- Пољанин